# Ian Walker (velista)
Ian James Walker (Worcester, 25 febbraio 1970) è un ex velista britannico.

## Palmarès

### Olimpiadi
- 2 medaglie:
  - 2 argenti (Atlanta 1996 nel 470; Sydney 2000 nella classe Star)